# Dysauxes silvatica
Dysauxes silvatica là một loài bướm đêm thuộc phân họ Arctiinae, họ Erebidae.